# The Joshua Tree
The Joshua Tree je peti studijski album irske rock skupine U2, ki je izšel leta 1987 pri založbi Island Records.
S približno 25 milijoni izvodov je najbolje prodajani album skupine in eden najbolje prodajanih v zgodovini. Leta 2014 ga je ameriška Kongresna knjižnica uvrstila v Narodni register posnetkov kot »kulturno, zgodovinsko ali estetsko pomemben« posnetek.

## Seznam pesmi
1. »Where the Streets Have No Name« – 5:37
2. »I Still Haven't Found What I'm Looking For« – 4:37
3. »With or Without You« – 4:56
4. »Bullet the Blue Sky« – 4:32
5. »Running to Stand Still« – 4:18
6. »Red Hill Mining Town« – 4:52
7. »In God's Country« – 2:57
8. »Trip Through Your Wires« – 3:32
9. »One Tree Hill« – 5:23
10. »Exit« – 4:13
11. »Mothers of the Disappeared« – 5:14